# Эмедолу, Ученна
Ученна Эмедолу (англ. Uchenna Emedolu; 17 сентября 1976) — нигерийский легкоатлет, призёр Олимпийских игр.
Ученна Эмедолу родился в 1976 году. В 2000 году принял участие в Олимпийских играх в Сиднее, но не завоевал медалей. В 2004 году на Олимпийских играх в Афинах стал бронзовым призёром в эстафете 4×100 м. В 2008 году принял участие в Олимпийских играх в Пекине, но не завоевал медалей.